# In-band on-channel
IBOC (in-band on-channel) o canal dentro de banda es un sistema de broadcast digital desarrollado por Ibiquity Digital Corporation.
La principal característica de este sistema de radiodifusión digital es la permisividad de envío híbrido, es decir, la convivencia de señal analógica y digital, lo que permite una transición gradual de sistema analógico a digital en la zona geográfica donde se aplique. La marca comercial del estándar IBOC es HD Radio.

## Introducción
En abril de 2005, el Comité Nacional de Sistemas de Radio (NRSC) de los Estados Unidos aprobó el estándar NRSC 5, que deriva del sistema IBOC AM. Esto indica claramente que uno de los principales impulsores de este sistema son los Estados Unidos de América. La utilización de un estándar mundial es hoy en día una utopía, dado que dependiendo de la zona geográfica el espacio radioeléctrico dedicado a radiodifusión es distinto. Por ejemplo, se sabe que el espacio dedicado a onda media (AM) en Europa sólo permite enviar señales monofónicas; esto es causa de que en Europa el ancho de banda dedicado a onda media es de 9kHz. Esto no ocurre en Estados Unidos, donde el ancho de banda es de 20kHz, lo que permite el envío de señales estereofónicas a través de AM. Existen dos tipos de IBOC: el que trabajaría en frecuencias AM y el de FM.

## Características básicas
- Capacidad para la transmisión de audio y datos e información
- Calidad de la señal de radio en recepción similar a FM
- Alta compresión de audio
- Buena relación entre robustez y calidad
- Poca eficiencia del uso del espectro radioeléctrico
- Posibilidad de enviar señales estereofónicas

## Servicios soportados
- Main Program Service (MPS): Corresponde al programa de audio propiamente dicho (digital+analógico).
- Personal Data Service (PDS): Corresponde a datos no relacionados con el programa.
- Station Identification Service (SIS): Corresponde a datos de control.
- Auxiliary Application Service (AAS): Corresponde a datos auxiliares para aplicaciones específicas.

## Modos de funcionamiento

### Modo híbrido (Simulcast)
Envía señal analógica y digital. La señal digital queda a los laterales de la analógica, reducida en amplitud. En este modo puede recibirse señal en modo analógico y en digital, aunque la digital no se encuentra en su estado óptimo de calidad.

### Modo híbrido mejorado
La señal analógica no puede ser estéreo para el caso de AM en Estados Unidos. El núcleo codifica información básica de audio(20Kbps para el caso AM) mientras que el mejorado introduce información estéreo de alta calidad (+16Kbps para el caso AM).
Este modo de funcionamiento va en detrimento de la señal analógica FM, ya que consume un pedazo de su ancho de banda (para caso FM) . Se añaden nuevas particiones frecuenciales (extensión).

### Modo totalmente digital
Se transmiten exclusivamente las señales digitales. Con este modo el ancho de banda se reduce a 20kHz (caso AM) y la potencia de la señal digital aumenta considerablemente. Para el caso FM el hueco dejado por la señal FM analógica se rellena con un bloque secundario que consta también de principal+extensión.

## Funcionamiento y composición del señal digital

### Codificador compresor de la fuente de audio
Dos posibles:

#### AAC+SBR
La señal se muestrea a 24kHz. De este muestreo el códec AAC codifica la banda de hasta 6KHz. 
De 6KHz en adelante se reconstruye mediante SBR (técnica de replicación de banda espectral).

#### PAC (Lucent Tecnologies)
Muestrea a frecuencia de disco compacto (44,1kHz) y se aprovecha de las limitaciones psicoacústicas del oído humano para eliminar aquello que no oímos, con una compresión de hasta 6Kbps en baja calidad. A 64Kbps se asemeja al CD (ambos canales) y entre 16-24Kbps al FM (para el caso AM).

### Multiplexado
La distribución de los errores producidos por interferencias entre emisor y receptor es mucho más fácil de neutralizar reconstruyendo las tramas binarias en el receptor y es éste uno de los motivos que obligan a multiplexar temporalmente.
Para dispersar errores producidos por desvanecimientos selectivos, se realiza un multiplexado frecuencial. Los datos de control se multiplexan mediante una constelación BPSK (a 182Hz de la principal en ambos lados, una constelación muy robusta), mientras que para enviar el resto de datos se usa una constelación 64QAM.
Cada una de las portadoras complementarias se extiende alrededor de la portadora principal en grupos de portadoras complementarias.

## IBOC AM contra FM
No hay diferencias notables entre estas dos modalidades del sistema IBOC, salvo que una está creada para convivir con señal analógica y digital en Amplitud Modulada (banda AM de 530 kHz a 1710 kHz) recibiendo la misma señal broadcast, mientras que la otra está diseñada para obtener alta calidad en señal digital, aunque debe transmitir señal analógica para que sigan funcionando los receptores analógicos. Es este diseño el que condiciona los factores diferenciales, como pueden ser por ejemplo número de grupos complementarios, subportadoras, anchos de banda, etc.